# Silphium pinnatifidum
Silphium pinnatifidum е вид цъфтящо растение от семейство Сложноцветни (Asteraceae). Видът е световно застрашен, със статут Уязвим.

## Разпространение
Видът е разпространен в югоизточните части на Съединените щати, където се среща в Алабама, Джорджия, Кентъки и Тенеси.